# Otto Scrinzi
Otto Scrinzi (* 5. Februar 1918 in Lienz, Tirol; † 2. Jänner 2012 in Moosburg (Kärnten)) war ein österreichischer Neurologe, Publizist und Politiker (VdU/FPÖ).
Scrinzi war führender Vertreter des deutschnationalen Flügels im so genannten dritten Lager der österreichischen Politik. Während er sich selbst als „national-konservativ“, „rechts“ und „rechtskonservativ“ bezeichnete und etwa von FPÖ-Obmann Heinz-Christian Strache als „freiheitliches Urgestein“, das „die Werte unserer Gesinnungsgemeinschaft der FPÖ immer gelebt hat“ bezeichnet wurde, wurde er von vielen außerhalb der FPÖ als rechtsextrem eingestuft.

## Leben
Scrinzi besuchte das Gymnasium, machte 1936 Matura, studierte in Innsbruck, Riga, Königsberg und Prag und promovierte 1941. Während seines Studiums wurde er Mitglied des VDSt Maximiliana Innsbruck und des VDSt Königsberg. Er war SA-Sturmführer und Mitglied des NSD-Studentenbundes, am 17. Mai 1938 beantragte er die Aufnahme in die NSDAP und wurde am 1. Januar 1940 aufgenommen (Mitgliedsnummer 7.897.561). Ab 1940 arbeitete er als Assistent am Institut für Erb- und Rassenbiologie der Universität Innsbruck. Seit 1950 arbeitete er als Nervenfacharzt und war von 1955 bis 1983 Primararzt (Chefarzt) an der psychiatrischen Männerabteilung des Landeskrankenhauses Klagenfurt. 1973 wurde er Lehrbeauftragter an der Universität Graz.
Von 1949 bis 1956 war Scrinzi Abgeordneter im Kärntner Landtag und sowohl Klubobmann als auch Landesobmann des „Verbands der Unabhängigen“ (VdU), der Vorgängerpartei der FPÖ. Seit 1966 hatte er regelmäßige Kontakte zu dem NS-Kriegsverbrecher Walter Reder in Gaeta. 1968 wurde Scrinzi gegen den Willen des Vorstandes der FPÖ zum stellvertretenden Parteiobmann gewählt. Vom 30. März 1966 bis zum 4. Juni 1979 war Scrinzi Abgeordneter der FPÖ im Nationalrat, Südtirol-Sprecher seiner Partei und seit 1977 stellvertretender FPÖ-Klubobmann. 1978 war er Mitunterzeichner des Aufrufs der Deutschen National-Zeitung (Nr. 45 vom 3. November 1978) zur Erreichung einer Generalamnestie für NS-Verbrechen. 1979 kam es an der Universität Wien bei einem Vortrag Scrinzis über die „Minderheitenfrage“ zu Tumulten. 1981 erfolgte die Gründung der Gruppe „Aktion für Österreich“. Anschließend nahm er fast jedes Jahr an Veranstaltungen der DVU in Passau teil. Er wurde von der DVU im Rahmen einer Großveranstaltung in der Passauer Nibelungenhalle 1985 mit dem „Andreas Hofer Preis“ ausgezeichnet, der mit 10.000 DM dotiert war.
1984 gründete er die „National-Freiheitliche Aktion“ (NFA) als Opposition zur FPÖ-Politik des damaligen Bundesparteiobmanns Norbert Steger, die seiner Ansicht nach zu liberal war. Er kandidierte 1986 bei der Bundespräsidenten-Wahl und scheiterte mit 1,2 % der gültigen abgegebenen Stimmen. Nach dem 18. Bundesparteitag der FPÖ in Innsbruck im September 1986, bei dem die Wahl Jörg Haiders zum Bundesparteiobmann einen Rechtsruck auslöste, söhnte sich Scrinzi mit seiner Partei aus. 1992 wurde er Vorsitzender des Deutschen Kulturwerks Österreich. Nach der von Haider angeführten Gründung des Bündnis Zukunft Österreich als Abspaltung von der FPÖ brach er mit seinem früheren Protegé, den er als „Zerstörer des dritten Lagers“ bezeichnete, und stellte sich auf die Seite der FPÖ, der er riet „nichts mit Leuten wie Haider, Westenthaler, Grosz zu machen“.
Scrinzi war 14 Jahre lang Delegierter in der Beratenden Versammlung des Europarates und in der Generalversammlung der Vereinten Nationen sowie Vorstandsmitglied der Österreichisch-Koreanischen Gesellschaft.
Johannes Voggenhuber war sein Schwiegersohn.

## Publizistische Tätigkeit
Scrinzi war rege publizistisch tätig, unter anderem schrieb er Artikel für „Die Aula“, bei der er auch als Schriftleiter fungierte, den „Eckartboten“, die „Fakten“, die „National-Zeitung - Deutsche Wochenzeitung“, die „Kärntner Nachrichten“, die „Neue Freie Zeitung“, die „Neue Ordnung“ usw. Er veröffentlichte auch eine Reihe von Büchern, unter anderem im Leopold Stocker Verlag und den Eckardtschriften der Österreichischen Landsmannschaft.
Bekannt war er auch für Aktivitäten in der europäischen rechtsextremen Szene. Unter anderem beteiligte er sich an der jährlichen IJzerbedevaart in Flandern, die damals mit Versuchen rechtsextremistischer Unterwanderung zu kämpfen hatte. Mehrfach war er Referent bei der „Gesellschaft für Freie Publizistik“ (GfP) und der „Arbeitsgemeinschaft für demokratische Politik“ (AfP), die 2005 laut Verfassungsrechtler Heinz Mayer „massiv gegen die Bestimmungen des Verbotsgesetzes verstoßen“ hat.

## Auszeichnungen
- Scrinzi war Träger des Großen Goldenen Ehrenzeichens für Verdienste um die Republik Österreich.[1]
- Ulrich-von-Hutten-Medaille, 2011

## Schriften
- Politik zwischen Ideologie und Wissenschaft (= Eckartschriften. H. 92, ZDB-ID 26407-6). Österreichische Landsmannschaft, Wien 1984.
- Kärnten – tausend Jahre und siebzig (= Eckartschriften. H. 114). Österreichische Landsmannschaft, Wien 1990.
- als Herausgeber: Ich bin stolz, Deutscher zu sein. Die Antwort an die Nestbeschmutzer (2000 große Leistungen aus Geschichte und Gegenwart). DSZ-Verlag, München 1993, ISBN 3-925924-10-8.
- Südtirol – ein zweites Elsass? (= Eckartschriften. H. 128). Österreichische Landsmannschaft, Wien 1994.
- Die Südtirol-Frage (= Deutsche Geschichte im 20. Jahrhundert.). Deutsche Verlagsgesellschaft, Rosenheim 1998, ISBN 3-920722-53-1.
- Politiker und Arzt in bewegten Zeiten. Stocker, Graz u. a. 2003, ISBN 3-7020-1026-2.
- Vom Volk ohne Raum zum Raum ohne Volk. Von der demographischen Irrfahrt eines Volkes (= Eckartschrift. H. 175, ZDB-ID 2027111-6). Österreichische Landsmannschaft, Wien 2005, ISBN 3-902350-12-1.